# HD Hyundai Mipo
HD Hyundai Mipo (anciennement Hyundai Mipo Dockyard Co. Lte (HMD)) est une entreprise de construction navale sud-coréenne fondée le 28 avril 1975. Il s'agit d'une des filiales de Hyundai Heavy Industries (HHI) qui en 2022 se renomme HD Hyundai.

## Historique

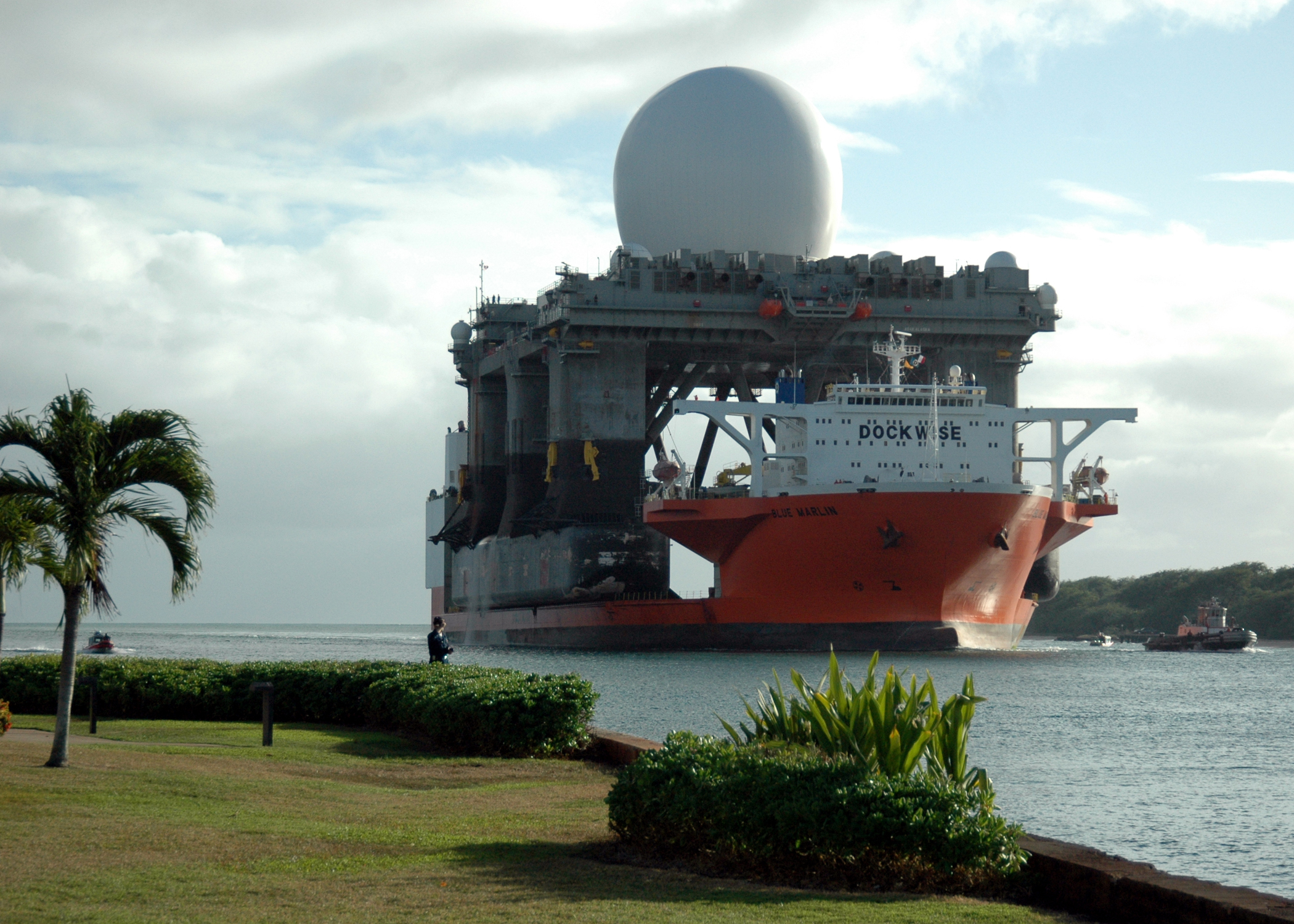
Le Blue Marlin, ici en 2006 transportant une station radar destinée à la défense antimissile américaine, a été agrandi et converti par le HMD et vu sa largeur passer de 42 à 63 mètres fin 2003.

HMD a effectué de la réparation navale à sa création, a commencé la construction navale au début des années 1980 et renforcé ses activités de construction de navires neufs depuis 1996 selon une stratégie d'affaires à moyen terme. 
L'entreprise livre ses 3 premiers bateaux en 2000.
En 2005, après avoir effectué des travaux sur 8 000 navires, elle arrête la réparation navale sur son chantier de Ulsan et les 4 cales sèches sont désormais dédiées à la construction.
Avec 45 bateaux livrés en 2005, elle se classe au 4e rang parmi les 9 entreprises de ce secteur de l'économie sud-coréenne avec un encours de 3,93 millions de Tonnes Brutes Compensées devant une autre filiale de HHI, Hyundai Samho Heavy Industries.
Elle devait livrer, en 2006, 55 navires et plus de 60 en 2007.
La société est classée au 8e rang mondial en 2012.
En 2022, son chiffre d'affaires est l'équivalent de 2,4 milliards d'euro.

## Chantier naval de Mipo

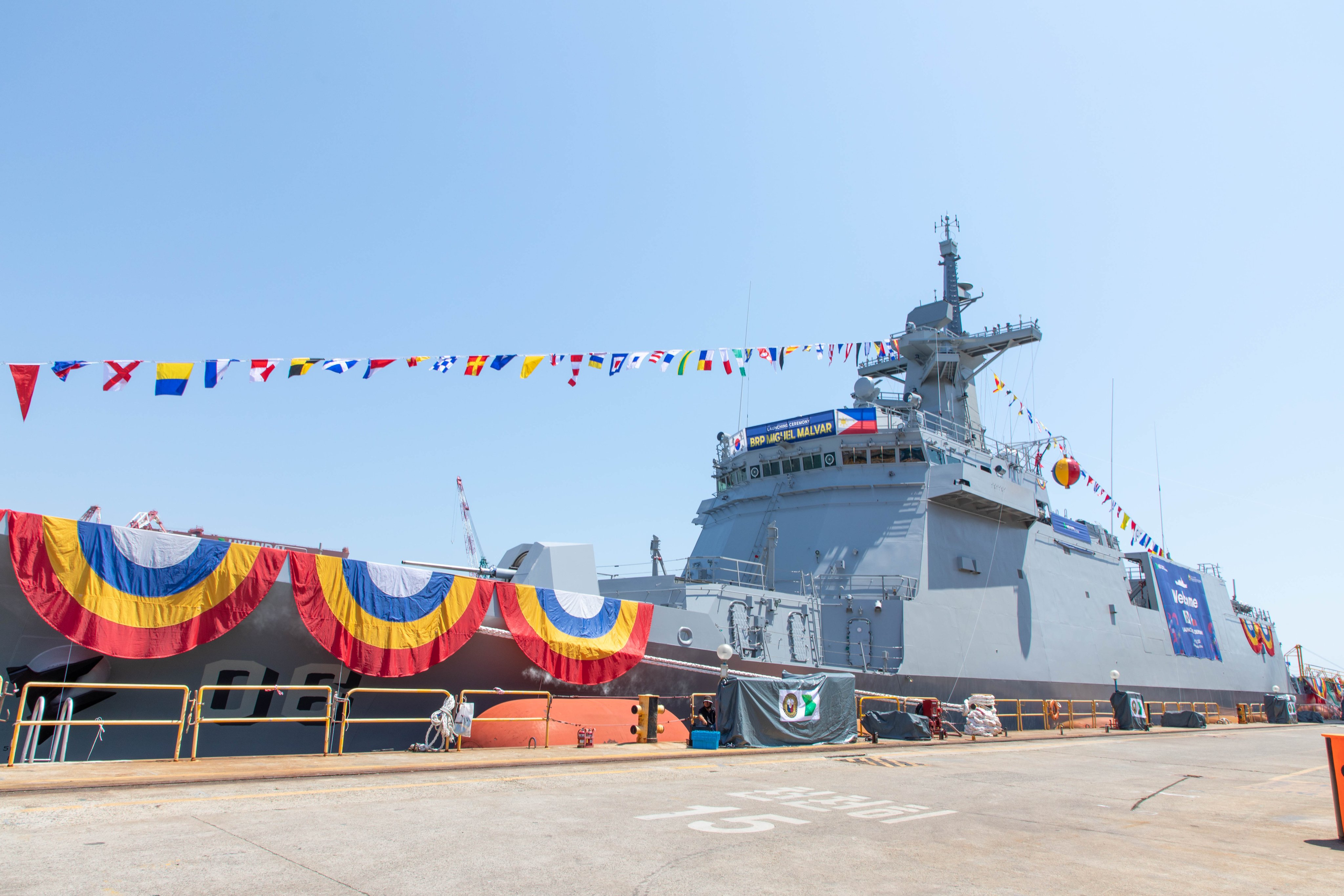
La frégate BRP Miguel Malvar FF-06, navire de tête de la classe Miguel Malvar, de la marine philippine lors de son lancement en 2024.

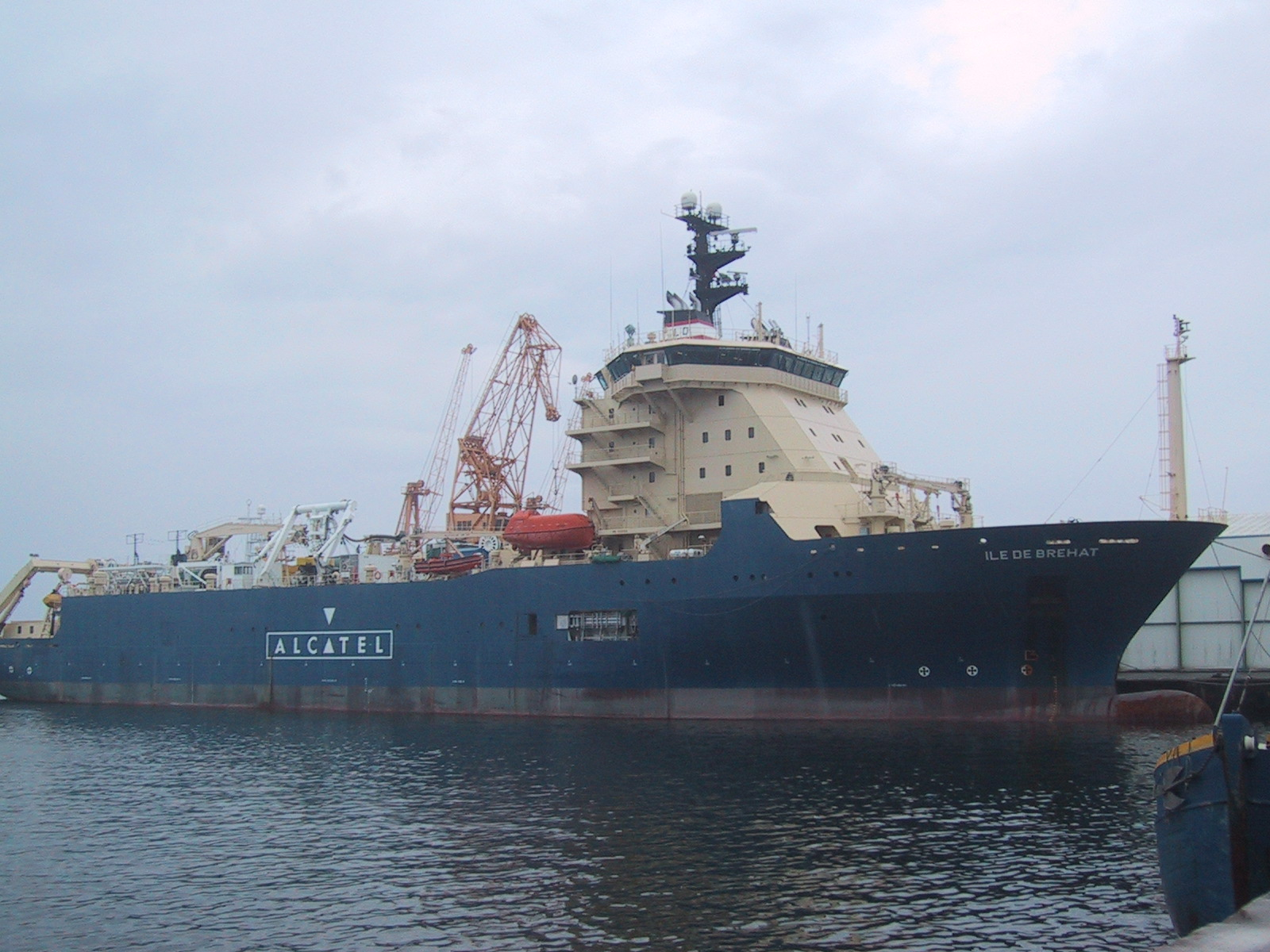
Le cablier Île de Bréhat construit en 2002 par HMD.

L'entreprise emploie environ 4 000 employés en 2007, 3 675 en 2009, 3 607 en 2011. 
Son chantier naval se situe dans la baie de Mipo à Ulsan, en 2025, il fait 1 685 950 mètres carrés. Il construit des navires de taille moyenne et a un savoir-faire important dans la production de porte-conteneurs de 1 800, 2 500, 3 500 et 4 250 evp et de navires transportant des produits chimiques et pétroliers de 37 000, 47 000 et 51 000 de port en lourd. Il construit également des navires spécialisés tels que des câbliers ou navire poseur de canalisations (exemple : Deep Blue de TechnipFMC).
Le chantier dispose, dans les années 2000, d'usines où l'acier est traité et assemblé en une unité de bloc, de quatre docks de 380 mètres de long, 65 de largeur et 12,5 mètres de haut d'une capacité de 400 000 de port en lourd et de quatre quais de 195, 280, 720 et 870 mètres de long.

## International
Elle possède une coentreprise au Viet-Nam avec la Shipbuilding Industry Corporation (en) du conglomérat public Vinashin, la [yundai Vinashin Shipyard Company (HVS) qui dispose de plus d'une dizaine de chantiers navals dans ce pays. Dédié au départ à la réparation et la conversion, ces chantiers construisent à la fin des années 2000 des bâtiments neufs pour le compte de HMD.
Au printemps 1997, la Société de construction navale et des Industries outre-rives de l’Iran signa un accord avec Hyundai Mipo, pour l’importation en Iran des technologies modernes de construction navale mais cet accord ne fut jamais appliqué.